# Vomécourt
Pour l’article homonyme, voir Vomécourt-sur-Madon.
Vomécourt est une commune française située dans le département des Vosges, en région Grand Est.
Ses habitants sont appelés les Vomécourtois.

## Géographie

### Localisation
Le village est situé à 4 km au sud de Rambervillers en direction de Padoux et d'Épinal. Le relief est peu marqué, l'altitude reste voisine de 310 m.

### Géologie et relief
Le centre est bâti sur le schéma type du village-rue lorrain : les habitations (essentiellement des fermes traditionnelles typiques de la plaine des Vosges) sont réparties de part et d'autre de la voie reliant Rambervillers à Épinal, formant ainsi l'axe principal du village. Ces habitations sont souvent mitoyennes.

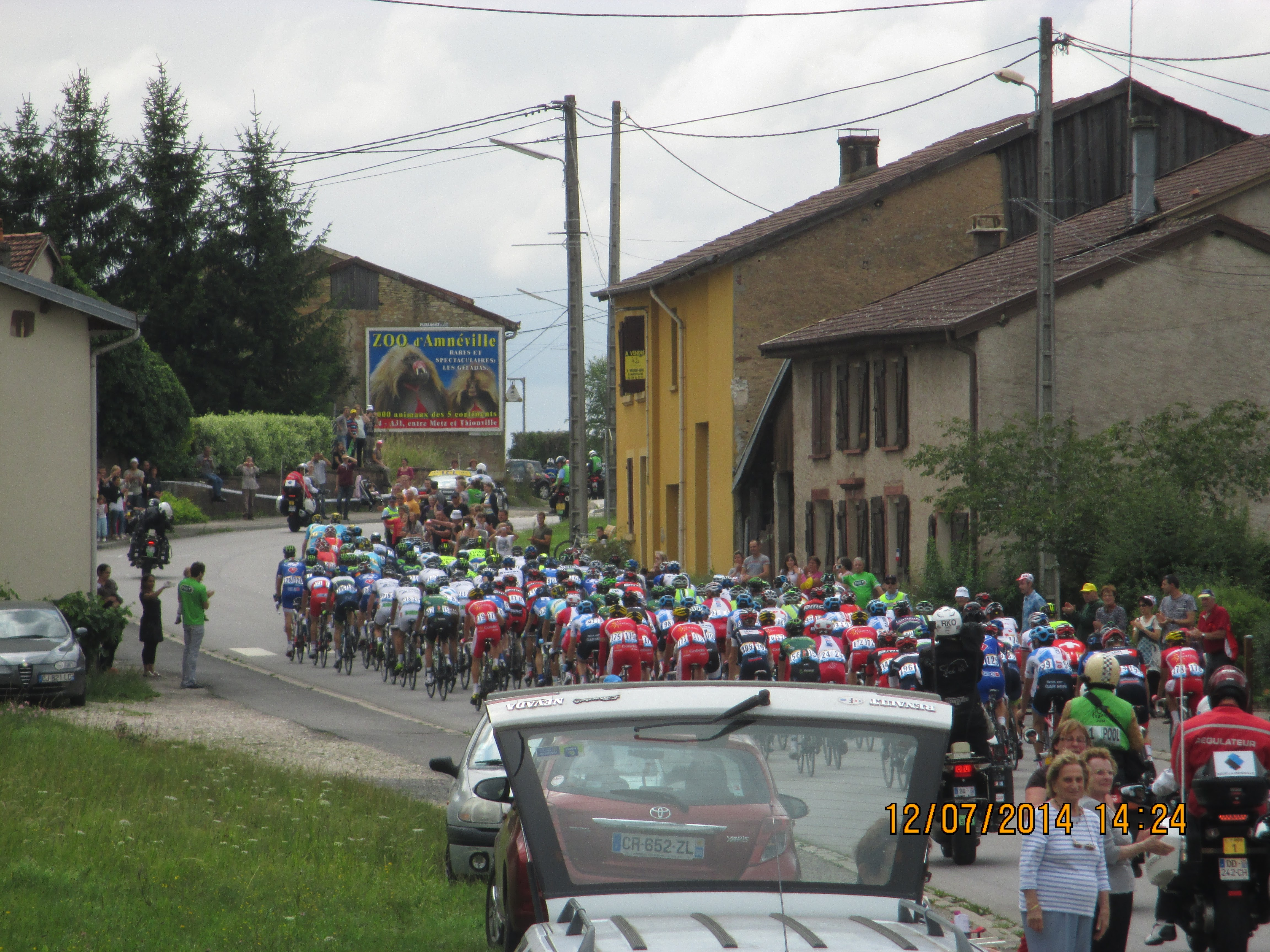
Vomécourt accueille le Tour de France Cycliste le 12 juillet 2014.
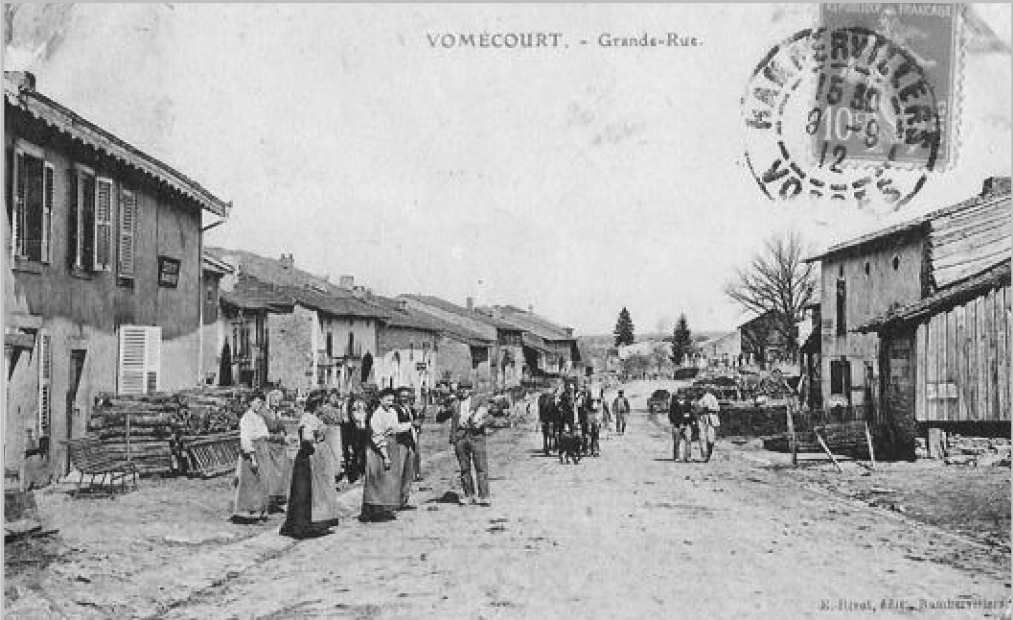
Vomécourt carte postale ancienne (septembre 1912 ?).  Vue de la rue principale depuis le parvis de l'église en direction d'Epinal (vers le sud-ouest).

Un lotissement (lotissement du Meulne) de maisons individuelles existe depuis de nombreuses années en bordure de la RD46 à l'entrée nord-est de la commune.
La commune se compose de 40,53 hectares de territoires artificialisés (5,73 %), 484,85 hectares de territoires agricoles (68,58 %) et 181,78 hectares de forêts et milieux semi-naturels (25,71 %).
Espaces naturels :
- Un espace protégé Natura 2000[3],
- Trois zones naturelles d'intérêt écologique, faunistique et floristique (Znieff) :

Forêt de Rambervillers,
Forêts de Rambervillers, de charmes et de Fraize,
Prairies et sources des Evaux à Vomécourt.
| Romont | Rambervillers | Saint-Gorgon  |
|        | Vomécourt     |               |
| Bult   |               | Sainte-Hélène |

### Voies de communications et transports

#### Voies routières
La voie de circulation historique est l'actuelle route départementale 46. D'autres villages (Padoux, Sercœur) sont traversés par cette RD 46 et un projet de déviation a été étudié par le conseil départemental des Vosges : Vomécourt fait partie des villages qui pourraient bénéficier de cette déviation, si elle était effectivement réalisée.

#### Transports en commun
- Fluo Grand Est.

#### Lignes SNCF
- Gare de Bruyères
- Gare de Thaon
- Gare de Châtel - Nomexy

#### Transports aériens
- L'Aéroport d'Épinal-Mirecourt « Vosges Aéroport ».

À partir de l'été 2021, l’aéroport d’Épinal-Mirecourt est devenu le "pélicandrome" de la Zone Est et servira ainsi de base de ravitaillement et d’intervention pour les avions bombardiers d’eau connus sous le nom de Dash 8.

### Communes limitrophes

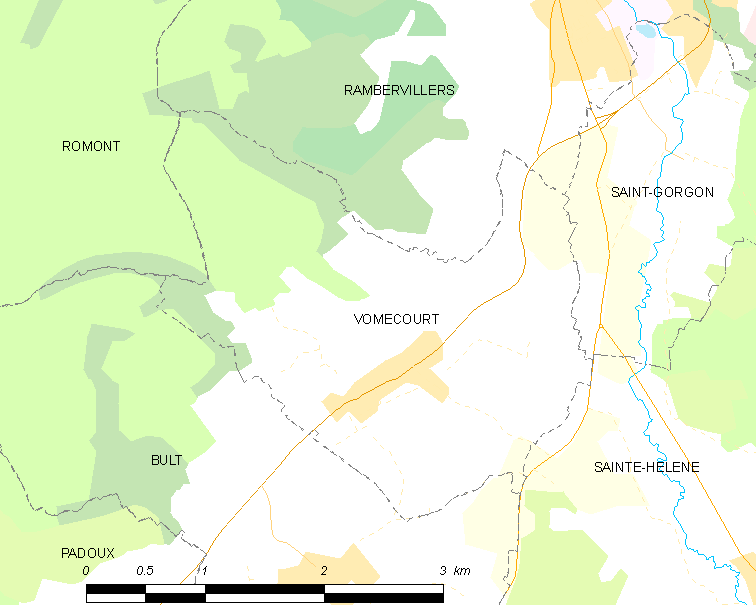
Carte de la commune de Vomécourt et des proches communes.

### Hydrographie et les eaux souterraines
Hydrogéologie et climatologie : Système d’information pour la gestion des eaux souterraines du bassin Rhin-Meuse :
Territoire communal : Occupation du sol (Corinne Land Cover); Cours d'eau (BD Carthage),
Géologie : Carte géologique; Coupes géologiques et techniques,
 Hydrogéologie : Masses d'eau souterraine; BD Lisa; Cartes piézométriques.
La commune est située dans le bassin versant du Rhin au sein du bassin Rhin-Meuse. Elle est drainée par le ruisseau le Padozel, le ruisseau le Pinson, le ruisseau la Padaine et le ruisseau le Ponsrupt,.
Le Padozel, d'une longueur totale de 12,6 km, prend sa source dans la commune de Padoux et se jette dans la Mortagne à Rambervillers, après avoir traversé quatre communes.

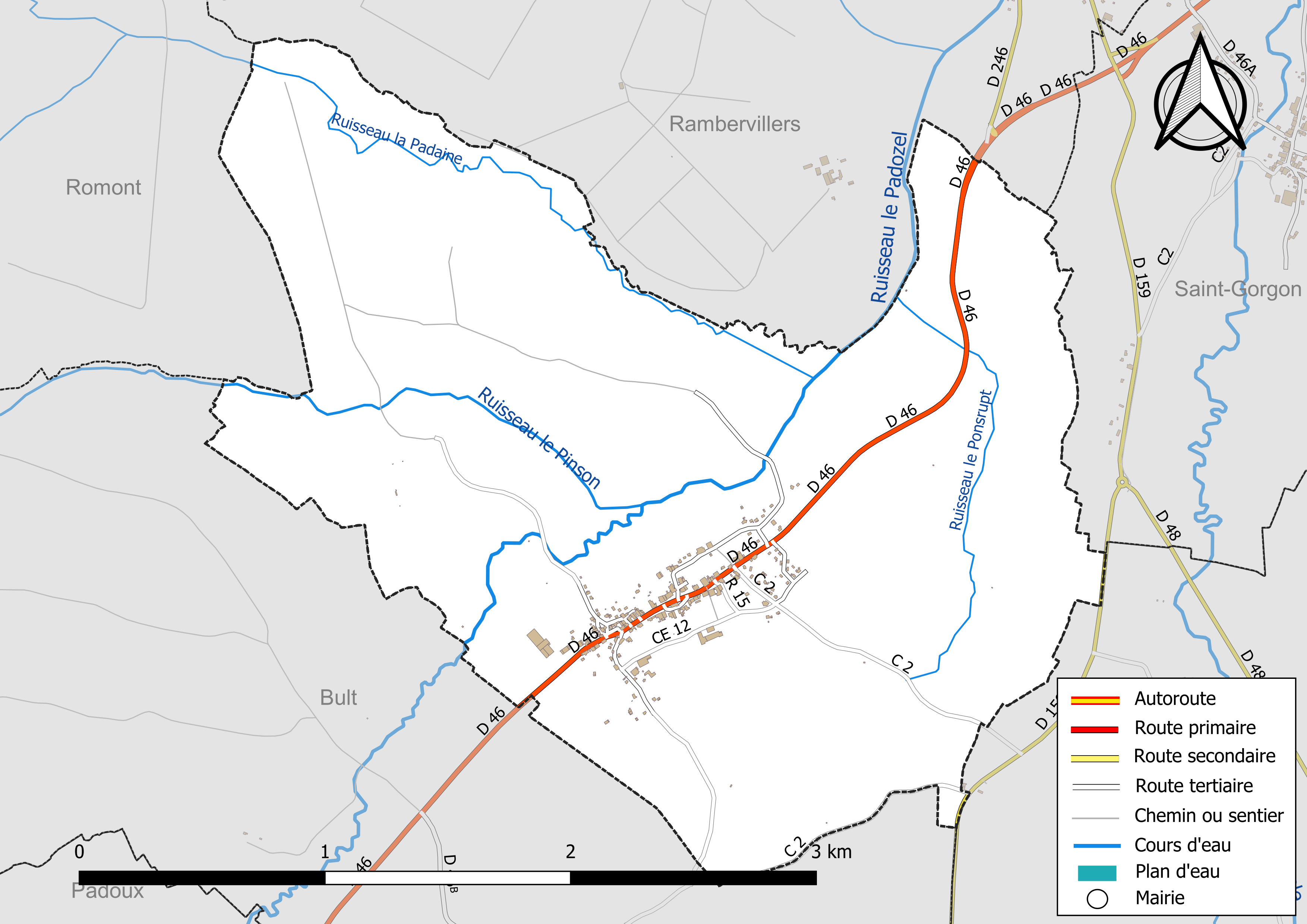
Réseaux hydrographique et routier de Vomécourt.

La qualité des cours d’eau peut être consultée sur un site dédié géré par les agences de l’eau et l’Agence française pour la biodiversité.

### Climat
Pour des articles plus généraux, voir Climat du Grand Est et Climat des Vosges.
En 2010, le climat de la commune est de type climat de montagne, selon une étude du Centre national de la recherche scientifique s'appuyant sur une série de données couvrant la période 1971-2000. En 2020, Météo-France publie une typologie des climats de la France métropolitaine dans laquelle la commune est exposée à un climat semi-continental et est dans la région climatique  Vosges, caractérisée par une pluviométrie très élevée (1 500 à 2 000 mm/an) en toutes saisons et un hiver rude (moins de 1 °C).
Pour la période 1971-2000, la température annuelle moyenne est de 9,6 °C, avec une amplitude thermique annuelle de 17,2 °C. Le cumul annuel moyen de précipitations est de 872 mm, avec 12,3 jours de précipitations en janvier et 10,2 jours en juillet. Pour la période 1991-2020, la température moyenne annuelle observée sur la station météorologique de Météo-France la plus proche, « Roville », sur la commune de Roville-aux-Chênes à 9 km à vol d'oiseau, est de 10,3 °C et le cumul annuel moyen de précipitations est de 833,3 mm. 
La température maximale relevée sur cette station est de 40 °C, atteinte le 25 juillet 2019 ; la température minimale est de −24,5 °C, atteinte le 2 janvier 1971,,.
Les paramètres climatiques de la commune ont été estimés pour le milieu du siècle (2041-2070) selon différents scénarios d'émission de gaz à effet de serre à partir des nouvelles projections climatiques de référence DRIAS-2020. Ils sont consultables sur un site dédié publié par Météo-France en novembre 2022.

## Urbanisme

### Typologie
Au 1er janvier 2024, Vomécourt est catégorisée commune rurale à habitat dispersé, selon la nouvelle grille communale de densité à sept niveaux définie par l'Insee en 2022.
Elle est située hors unité urbaine. Par ailleurs la commune fait partie de l'aire d'attraction d'Épinal, dont elle est une commune de la couronne,. Cette aire, qui regroupe 118 communes, est catégorisée dans les aires de 50 000 à moins de 200 000 habitants,.

### Occupation des sols
L'occupation des sols de la commune, telle qu'elle ressort de la base de données européenne d’occupation biophysique des sols Corine Land Cover (CLC), est marquée par l'importance des territoires agricoles (68,6 % en 2018), en diminution par rapport à 1990 (69,7 %). La répartition détaillée en 2018 est la suivante : 
prairies (48,5 %), forêts (25,6 %), zones agricoles hétérogènes (13,1 %), terres arables (7 %), zones urbanisées (5,7 %). L'évolution de l’occupation des sols de la commune et de ses infrastructures peut être observée sur les différentes représentations cartographiques du territoire : la carte de Cassini (XVIIIe siècle), la carte d'état-major (1820-1866) et les cartes ou photos aériennes de l'IGN pour la période actuelle (1950 à aujourd'hui).

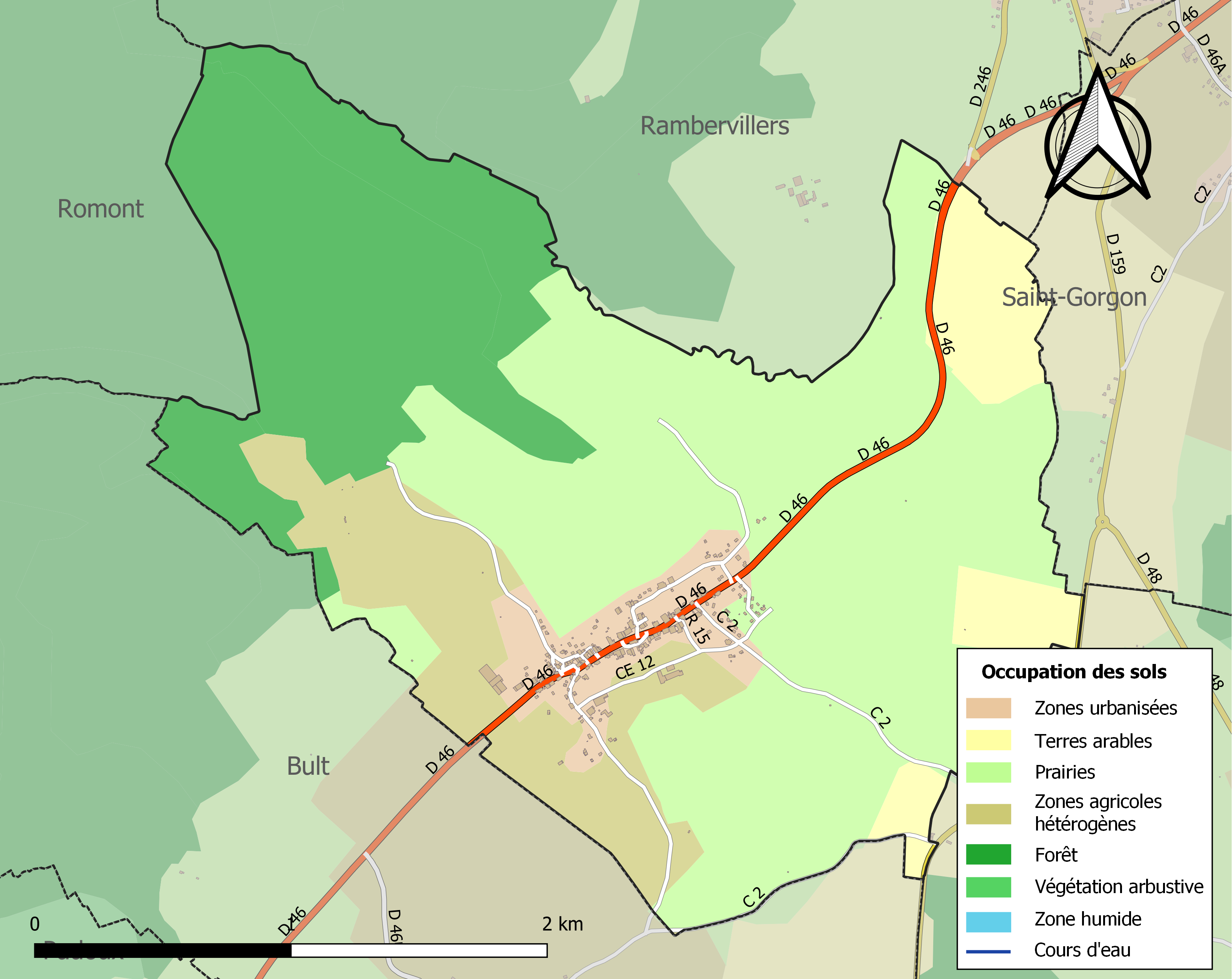
Carte des infrastructures et de l'occupation des sols de la commune en 2018 (CLC).

## Toponymie
Le nom de la localité est attesté sous les formes Volmaircurt (1003) ; Uolmaricurt (1003) ; Stephanus de Volmecort (1160) ; Gebbo de Volmercurth (avant 1166) ; Johannes de Volmercort (1172) ; Volmecourt (1182) ; Vomeicourt (1341) ; Vomeycourt (1396) ; Vomecuria (1402) ; Vomecort (1430) ; Vomaucor (1434) ; Vomecourt (1447) ; Womecourt (1458) ; « La marie de Bu et d’Omecourt » (1529) ; Homescour (1656) ; Vomeris curia (1768) ; Vomécourt-lès-Ramberviller (1779).

## Histoire
Le village s'est édifié à proximité d'une voie romaine qui passait au lieu-dit Haut du Zrail.
Un site gallo-romain (situé au lieu-dit Xartel) a été découvert en 1978.
En 1003, dans un diplôme du roi Henri II du Saint-Empire, le village portait le nom de Valmaricurt (le domaine - cortem - de Walma - nom d'homme germanique).
Au XIIe siècle, ou peut-être au XIIIe siècle, l'Ordre du Temple y installa une maison, tout comme à Destord, Hardancourt, Moyemont, Ortoncourt et Hadigny-les-Verrières.
Relevant du chapitre impérial des abbesses de Remiremont, le village fut intégré progressivement au duché de Lorraine.
En octobre-novembre 1635, le village eut à subir les exactions des Suédois (alliés des Français contre le duc de Lorraine et l'empereur du Saint Empire) lors de la guerre de 30 ans (1618-1648).
En 1944, le village fut libéré le 27 septembre par le bataillon Spark (partie du 157e régiment d'infanterie U.S.).
Le Tour de France Cycliste traverse Vomécourt le 12 juillet 2014.

### Finances locales

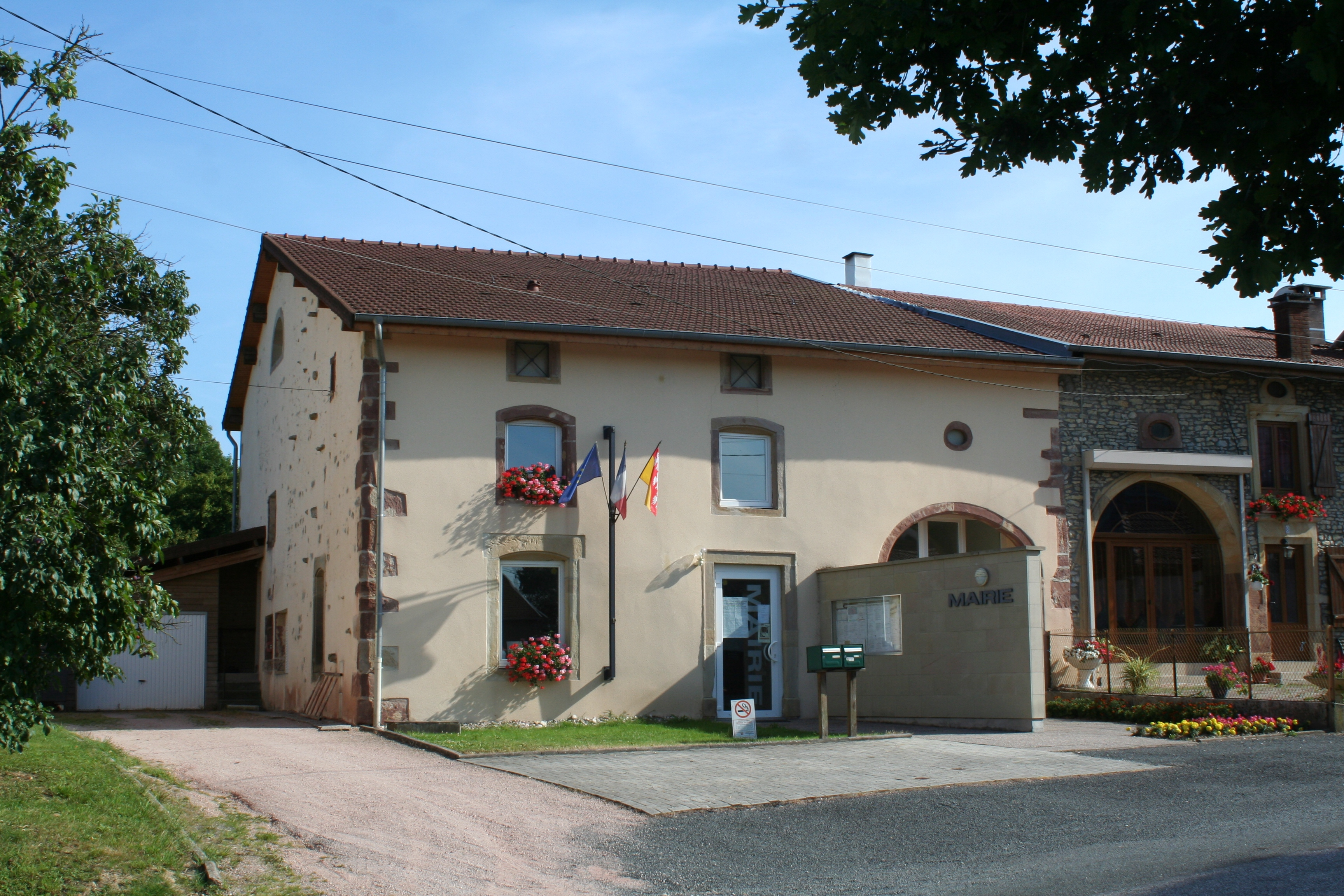
La mairie actuelle.

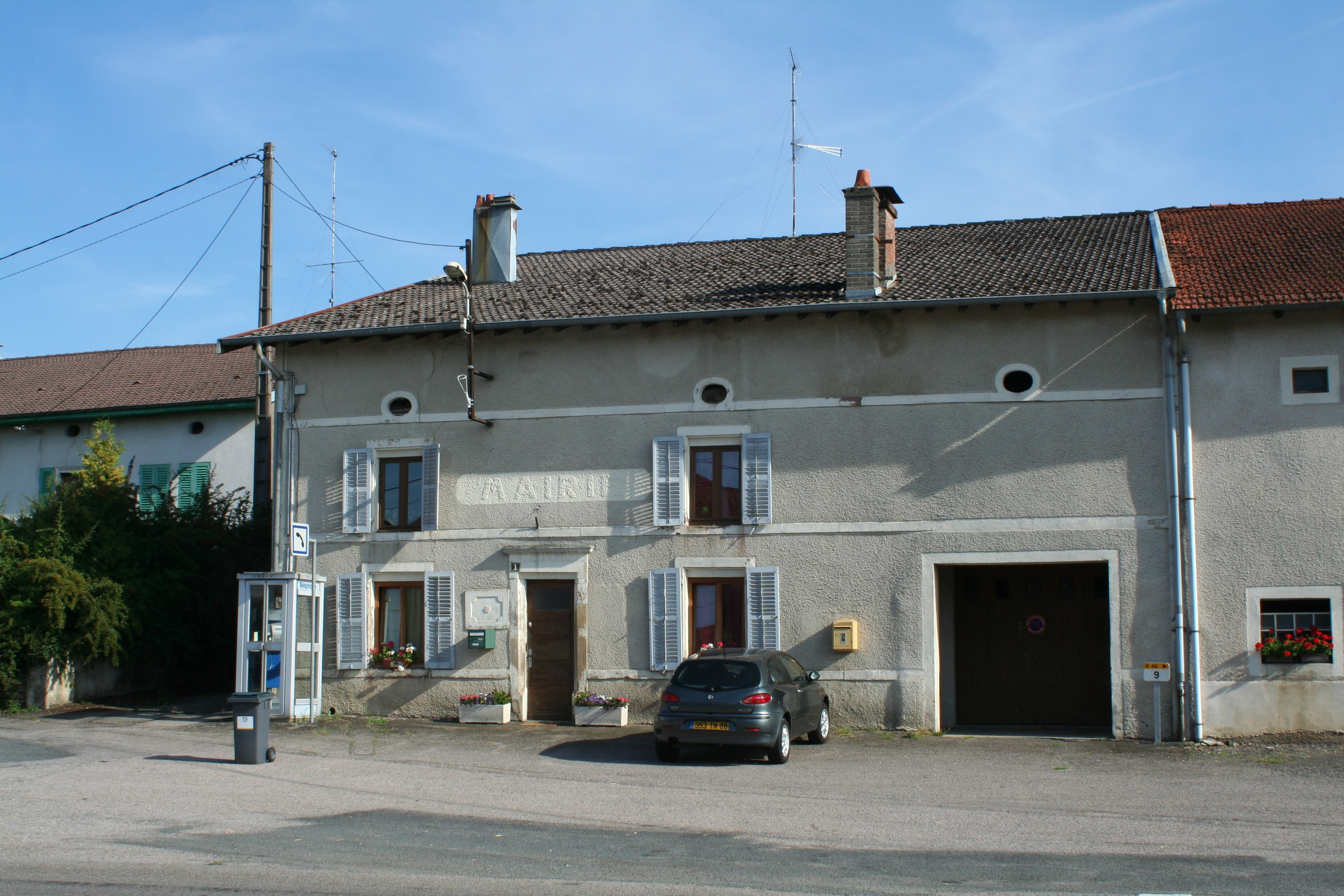
L'ancienne mairie.

## Politique et administration

### Liste des maires
| Période                                  | Période   | Identité                   | Étiquette | Qualité             |
| ---------------------------------------- | --------- | -------------------------- | --------- | ------------------- |
| Les données manquantes sont à compléter. |           |                            |           |                     |
| mars 1977                                | mars 2008 | Pierre Vincent (1926-2018) | UMP       | Exploitant agricole |
| mars 2008                                | En cours  | Bertrand Choley            |           | Exploitant agricole |

### Budget et fiscalité 2023
En 2023, le budget de la commune était constitué ainsi :
- total des produits de fonctionnement : 534 000 €, soit 2 092 € par habitant ;
- total des charges de fonctionnement : 273 000 €, soit 1 069 € par habitant ;
- total des ressources d'investissement : 148 000 €, soit 582 € par habitant ;
- total des emplois d'investissement : 293 000 €, soit 1 150 € par habitant ;
- endettement : 370 000 €, soit 1 450 € par habitant.

Avec les taux de fiscalité suivants :
- taxe d'habitation : 17,57 % ;
- taxe foncière sur les propriétés bâties : 34,65 % ;
- taxe foncière sur les propriétés non bâties : 18,51 % ;
- taxe additionnelle à la taxe foncière sur les propriétés non bâties : 0,00 % ;
- cotisation foncière des entreprises : 0,00 %.

Chiffres clés Revenus et pauvreté des ménages en 2021 : médiane en 2021 du revenu disponible, par unité de consommation : 21 120 €.

## Population et société

### Démographie

#### Évolution démographique
L'évolution du nombre d'habitants est connue à travers les recensements de la population effectués dans la commune depuis 1793. Pour les communes de moins de 10 000 habitants, une enquête de recensement portant sur toute la population est réalisée tous les cinq ans, les populations de référence des années intermédiaires étant quant à elles estimées par interpolation ou extrapolation. Pour la commune, le premier recensement exhaustif entrant dans le cadre du nouveau dispositif a été réalisé en 2008.

En 2022, la commune comptait 258 habitants, en évolution de −9,79 % par rapport à 2016 (Vosges : −2,96 %, France hors Mayotte : +2,11 %).
| 1793 | 1800 | 1806 | 1821 | 1831 | 1836 | 1841 | 1846 | 1856 |
| ---- | ---- | ---- | ---- | ---- | ---- | ---- | ---- | ---- |
| 312  | 298  | 312  | 348  | 407  | 392  | 395  | 377  | 357  |

| 1861 | 1866 | 1876 | 1881 | 1886 | 1891 | 1896 | 1901 | 1906 |
| ---- | ---- | ---- | ---- | ---- | ---- | ---- | ---- | ---- |
| 346  | 359  | 339  | 307  | 298  | 264  | 273  | 268  | 277  |

| 1911 | 1921 | 1926 | 1931 | 1936 | 1946 | 1954 | 1962 | 1968 |
| ---- | ---- | ---- | ---- | ---- | ---- | ---- | ---- | ---- |
| 274  | 227  | 241  | 220  | 222  | 223  | 228  | 228  | 249  |

| 1975 | 1982 | 1990 | 1999 | 2006 | 2008 | 2013 | 2018 | 2022 |
| ---- | ---- | ---- | ---- | ---- | ---- | ---- | ---- | ---- |
| 215  | 234  | 258  | 289  | 266  | 259  | 282  | 263  | 258  |

### Enseignement
Établissements d'enseignements :
- Écoles maternelles et primaires à Vomécourt, Bult, Rambervillers, Sainte-Hélène, Saint-Gorgon.
- Collèges à Rambervillers, Bruyères, Châtel-sur-Moselle
- Lycées à Roville-aux-Chênes, Bruyères, Thaon-les-Vosges.

### Santé
Professionnels et établissements de santé :
- Médecins à Rambervillers, Sercoeur, Grandvillers, Brouvelieures, Deyvillers, Girmont, Bruyères.
- Pharmacies à Rambervillers, Deyvillers, Châtel-sur-Moselle, Dogneville, Thaon-les-Vosges, Magnières, Nomexy, Docelles, Golbey.
- Hôpitaux à Rambervillers, Bruyères, Châtel-sur-Moselle, Thaon-les-Vosges, Golbey.

### Cultes
- Culte catholique, Paroisse Sainte-Libaire-de-Rambervillers[33], Diocèse de Saint-Dié.

## Économie

### Entreprises et commerces

#### Commerces
- Commerces et services de proximité[34].

## Culture locale et patrimoine

### Lieux et monuments

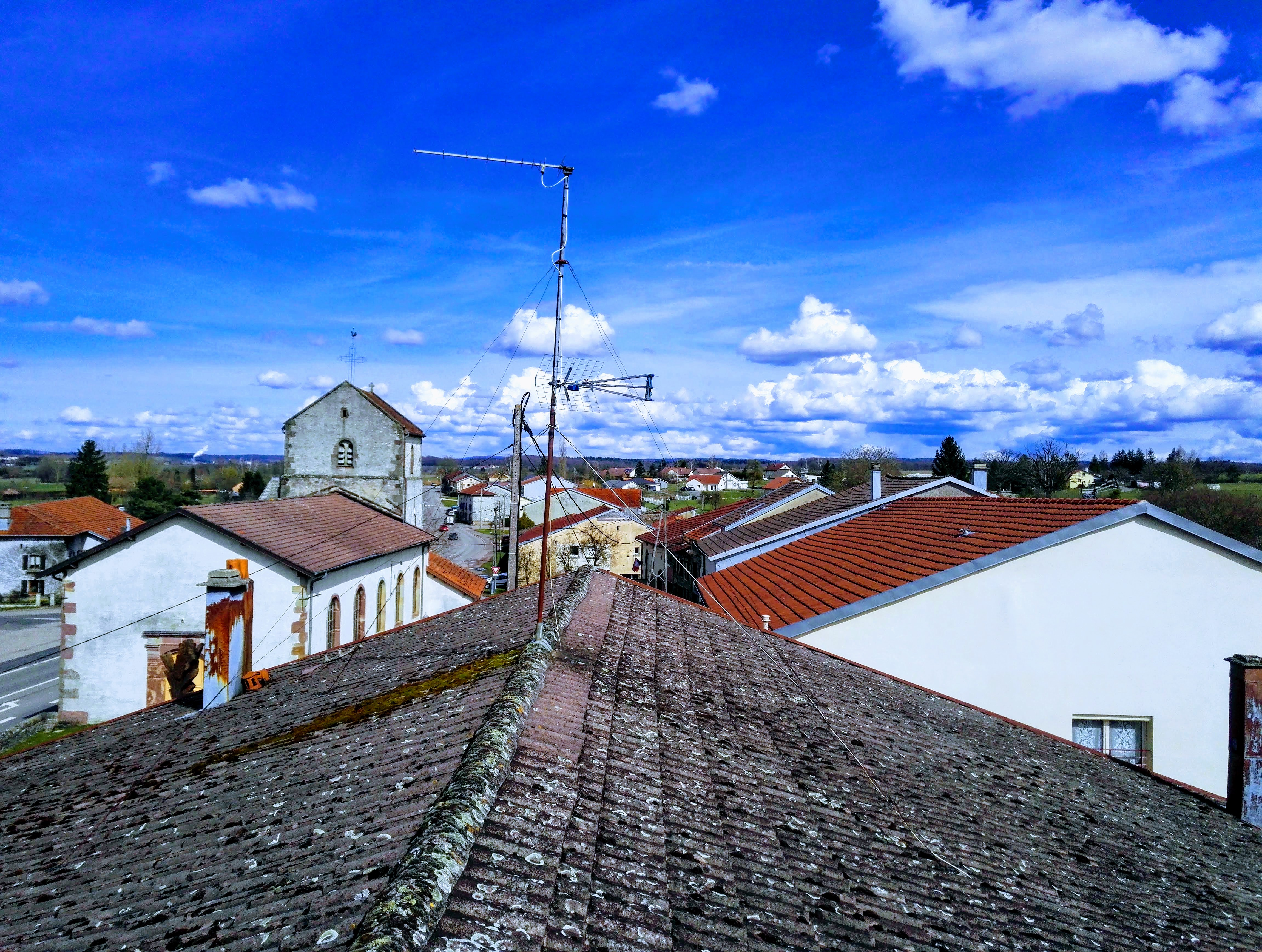
L'église Saint-Èvre, bordée par la route départementale.
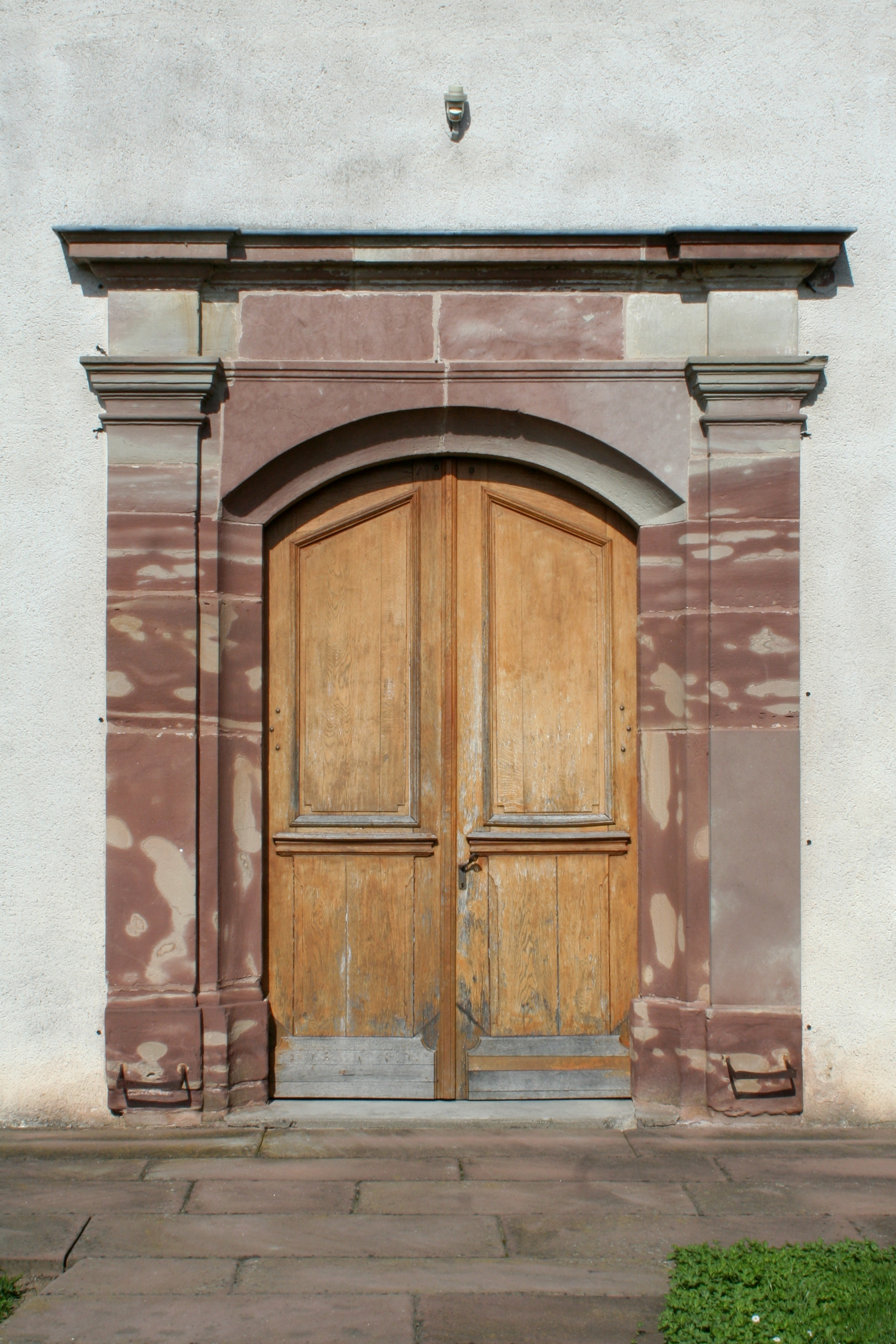
Le portail occidental de l'église Saint-Èvre.
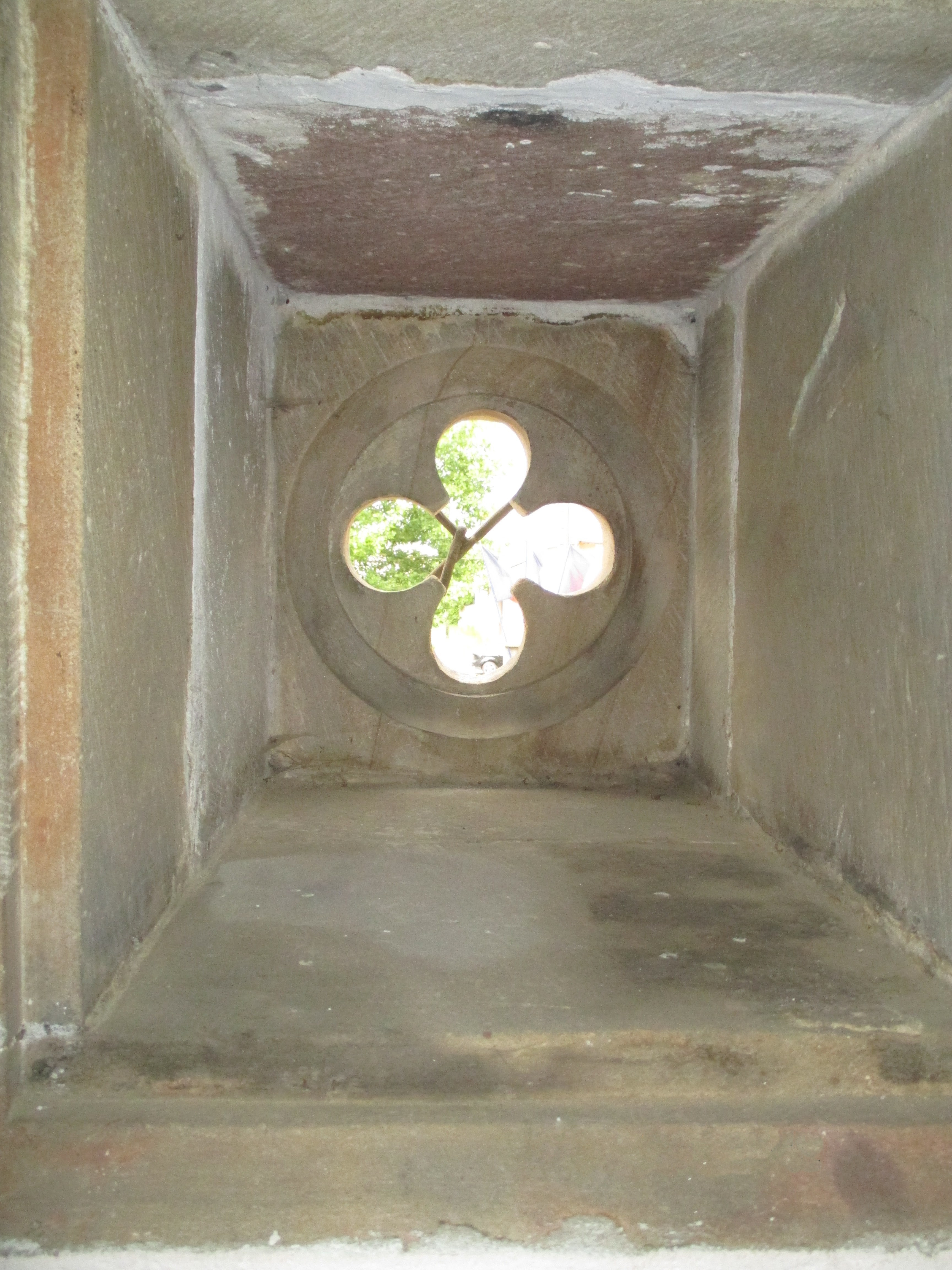
Oculus Église Saint-Èvre.
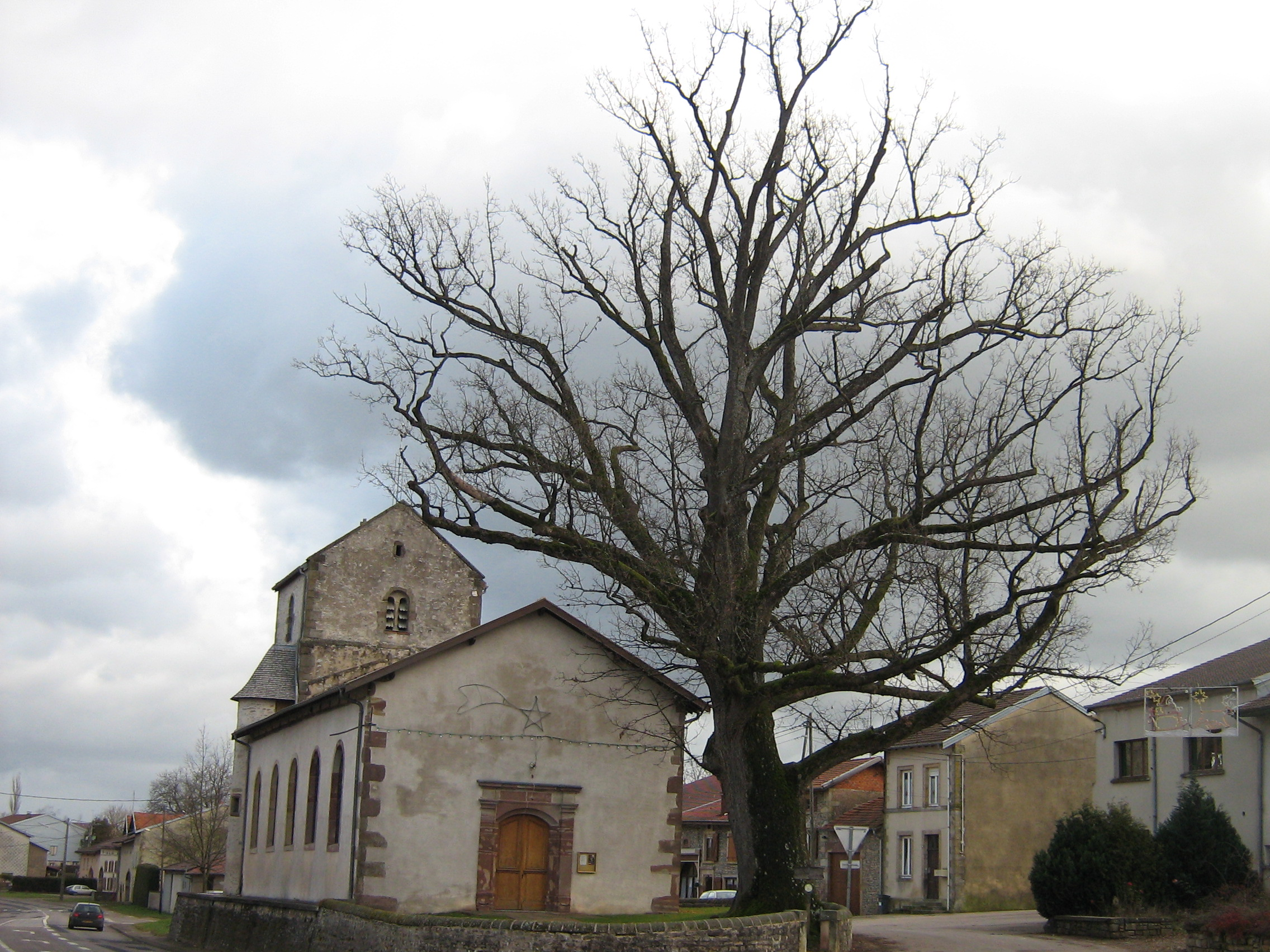
Le chêne devant l'église en janvier 2007.
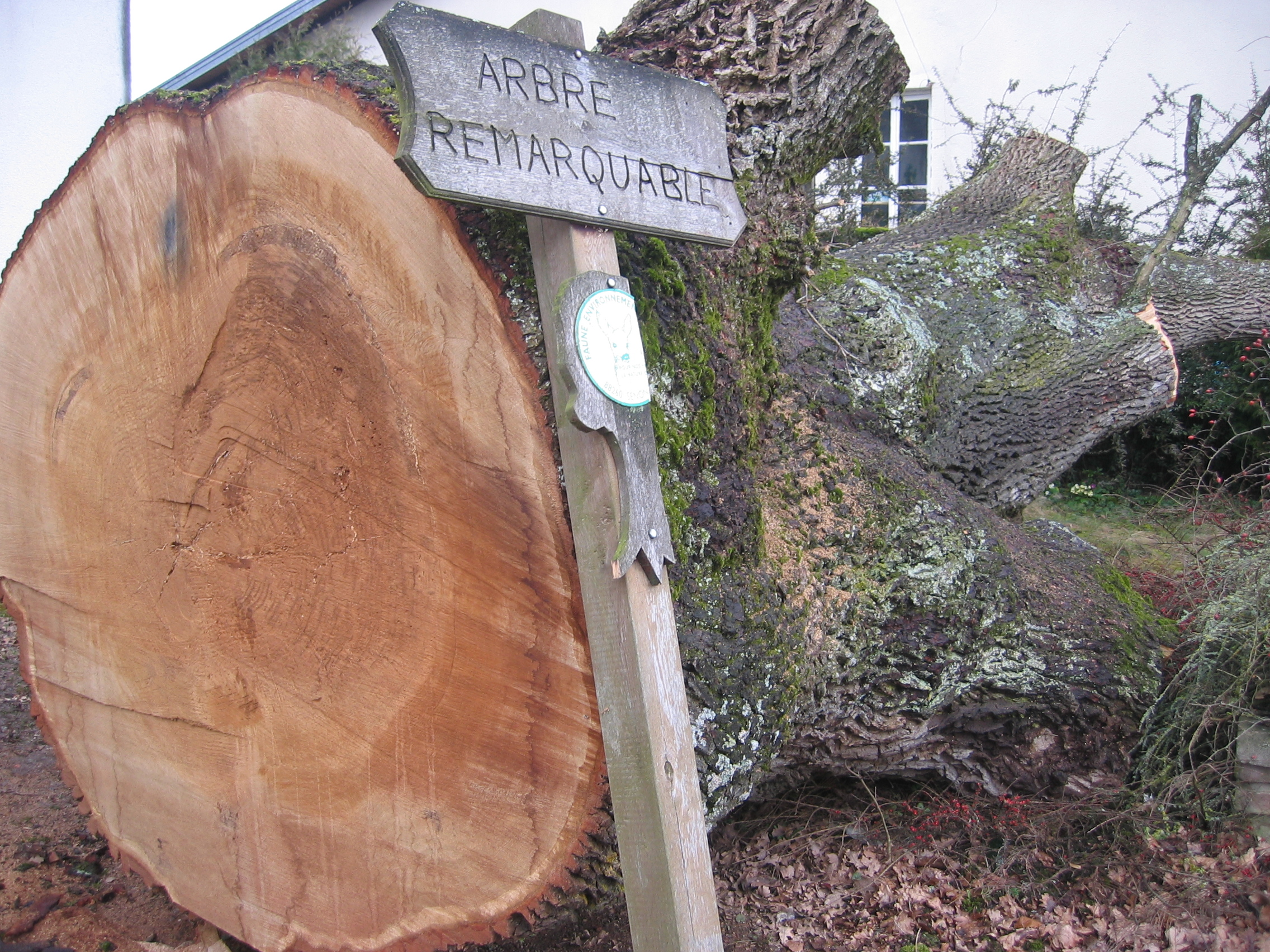
Le chêne remarquable peu après son abattage.
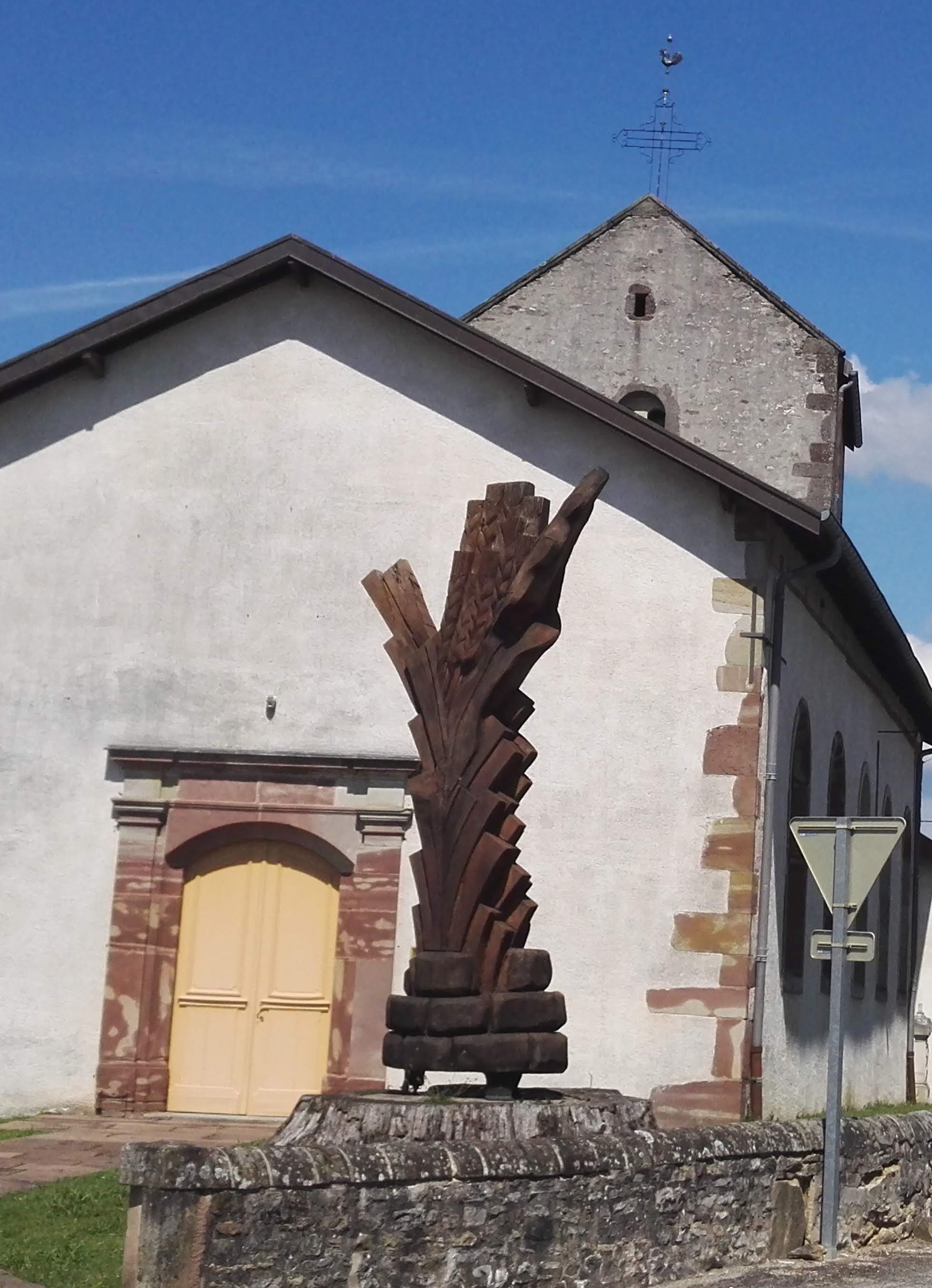
La sculpture de Dominique Renaud  taillée dans le tronc de l'ancien chêne, arbre remarquable, de Vomécourt.
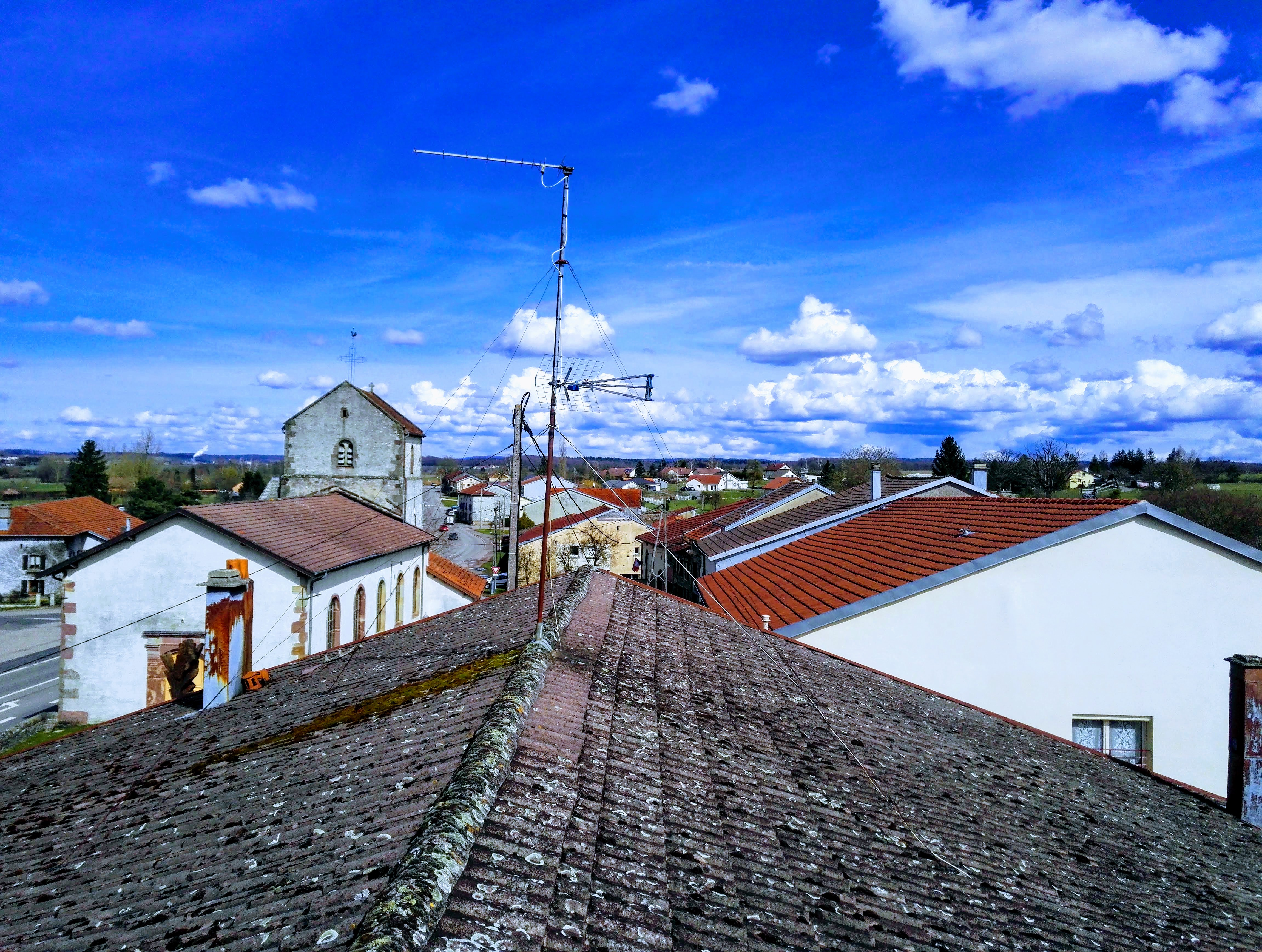
Vue du village de Vomécourt.

- L'église Saint-Èvre[35], partiellement restaurée par la commune dans les années 1990-2000.

Elle abrite une armoire eucharistique et un tabernacle du maître-autel inscrits à l'inventaire supplémentaire des monuments historiques respectivement depuis 1959 et 1928.
L'église présente la particularité de posséder un oculus sur sa façade Nord.
La grosse cloche de Vomécourt « a été faite en l'an 1263, et par accident, ayant été fendue l'an 1676, on l'a fait refondre en la même année, par Mre Jean Touvenel, maistre fondeur de La Motte, et elle a été bénie par M. Dieudonné Prévost, curé au dit lieu, et a eu pour parrain, le sieur Dominique Pescheur, maire de Saintes-Marie-aux-Mines, son beau-frère, et pour marraine, honnêste fille Jeanne Prevost de Rambervillers, sœur au dit sieur curé ».
- Vomécourt possédait, devant l'entrée principale de son église, côté sud, un chêne remarquable âgé de plus de trois cents ans[39]. Il a été abattu le 17 février 2007 sur décision de la municipalité pour des raisons de sécurité. Une maladie (champignon) affaiblissait l'arbre par l'intérieur : la résistance mécanique de l'arbre diminuait et celui-ci risquait de tomber en cas de fort coup de vent. Le vieux chêne a trouvé une nouvelle vie grâce à l'inspiration du sculpteur Dominique Renaud. Posée sur la souche résiduelle, une sculpture monumentale associe une feuille de chêne, des épis de blé et le V, initiale de Vomécourt. À l'occasion du bicentenaire de la Révolution Française en 1989, et alors que le chêne tricentenaire implanté au sud de l'église était déjà malade, la commune avait planté un jeune chêne du côté nord, appelé à remplacer son vétéran.
- Monument commémoratif[40].

### Personnalités liées à la commune
- Le docteur Jean-Baptiste Lahalle[41] y naquit en 1776 (il mourut en 1843). Il a travaillé à l'Hôtel-Dieu à Paris aux côtés du professeur Marie François Xavier Bichat[42].
- Jean Nicolas Génin, ancien capitaine au 29e régiment d'infanterie de ligne[43].
- Médaillés de Sainte-Hélène[44].

## Pour approfondir